# Споменик Петру II Петровићу Његошу у Београду
Споменик Петру II Петровићу Његошу је споменик у Београду. Налази се на Академском платоу између Капетан-Мишиног здања и Филозофског факултета у општини Стари град.

## Историјат
Од идеје подизања споменика српском православном владици црногорском и брдском и поглавару (старе) Црне Горе и Брда, Петру II Петровићу Његошу до реализације прошло је готово сто година.  Како се наводи, разлог нису биле финансије већ неслагање око предложених локација за подизање споменика.  О значају овог догађаја сведочи и писање „Политике” 1. јануара 1940. године са годишње скупштине Друштва за подизање споменика „у престоници народа који се поноси песниковим делом”. И пре четредесетих година псостојало је неколико одбора са намером да се Петру II Петровићу Његошу подигне споменик, а забележено је да су и Карађорђевићи дали новац за подизање споменика.
Након Другог светског рата израда споменика поверена је академском вајару Сретену Стојановићу, а споменик је завршен 1952. године. Наредне године Извршно веће Србије донело је одлуку да се споменик подигне на Цветном тргу, преко пута Југословенског драмског позоришта. Због оклевања у Београду и постављања јавног тоалета на предложеној локацији, споменик који је требало да се постави на том месту, подигнут је у Титограду.
Поводом 175 година од рођења Петра II Петровића Његоша, Задужбине Андрићева, Вукова и Црњанског предложиле су постављање споменика у Београду, а посебан одбор од 35 угледних личности је тај предлог подржао, те је Скупштина Београда на челу са председником Скупштине града Београда Александаром Бакочевићем 22. јуна 1989. године донела одлуку да се Стојановићево дело као копија реализује у Београду.  Предлагачи су платили изливање у бронзи у уметничкој ливници „Пластика” на Дорћолу.
Споменик је подигнут 29. јуна 1994. године, открио га је академик Милорад Павић, а за одабир локације заслужан је архитекта Бранко Бојовић.
Тежина споменика је око 800 килограма, висина 260 центиметра, а укупно са постовљем висок је 540 центиметара. Седећа бронзана фигура Петра II Петровића Његоша налази се на постаменту од шпанског црвенкастог гранита.